# Wyszczerek żwawy
Artykuł ten został zgłoszony do umieszczenia na stronie głównej w rubryce „Czy wiesz”.
Pomóż nam go sprawdzić: oceń zgłoszoną nominację.
Wyszczerek żwawy (Notiophilus biguttatus) – gatunek chrząszcza z rodziny biegaczowatych i podrodziny leszowych. Zamieszkuje Europę i zachód Azji, a jako zawleczony także Amerykę Północną.

## Taksonomia
Gatunek ten opisany został po raz pierwszy w 1779 roku przez Johana Christiana Fabriciusa pod nazwą Elaphrus biguttatus. Później przeniesiony został do rodzaju wyszczerek. W 1994 roku Arvīds Barševskis wyznaczył go gatunkiem typowym nowego rodzaju Latviaphilus, jednak taka klasyfikacja nie przyjęła się.

## Morfologia

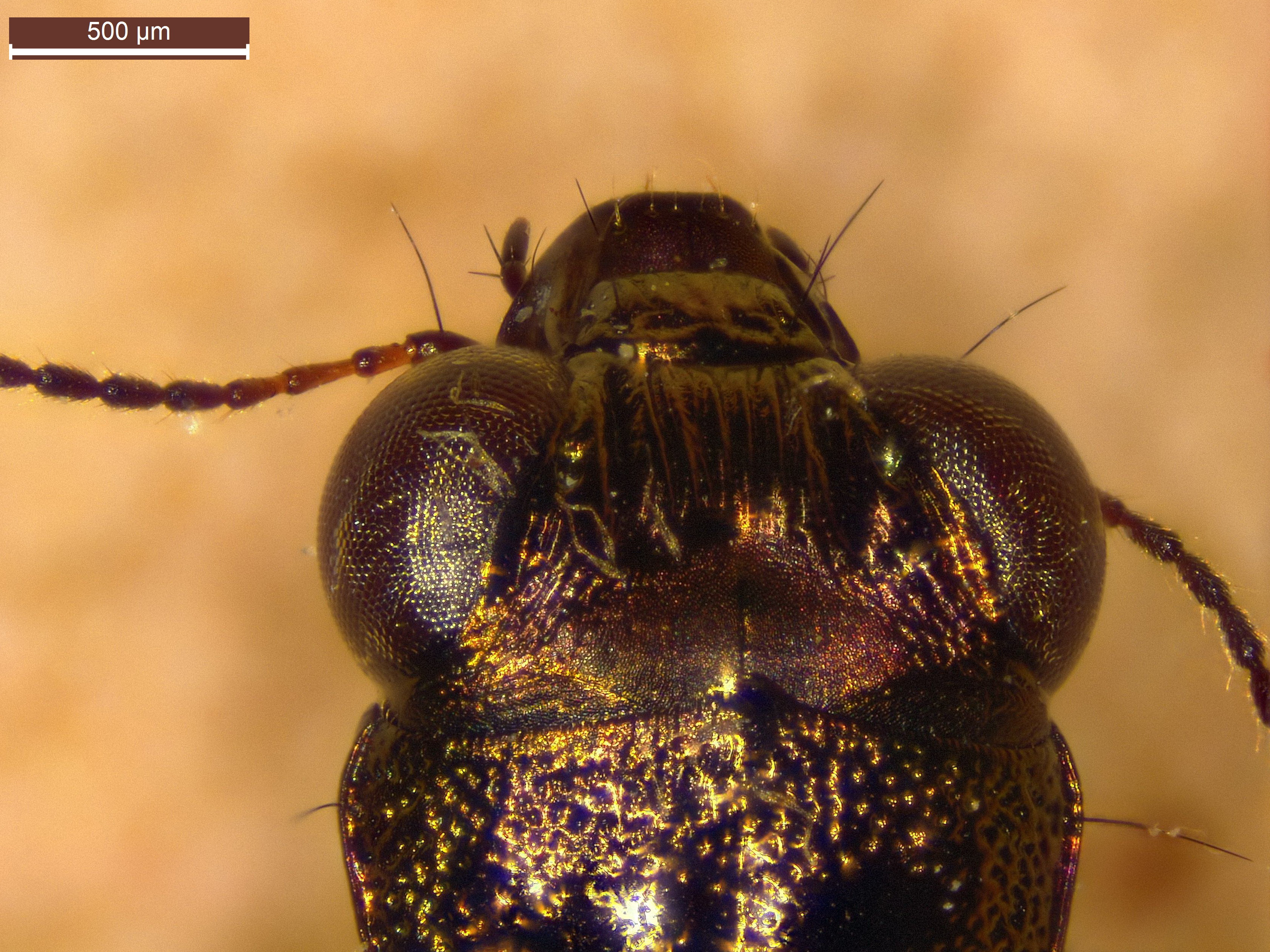
Głowa

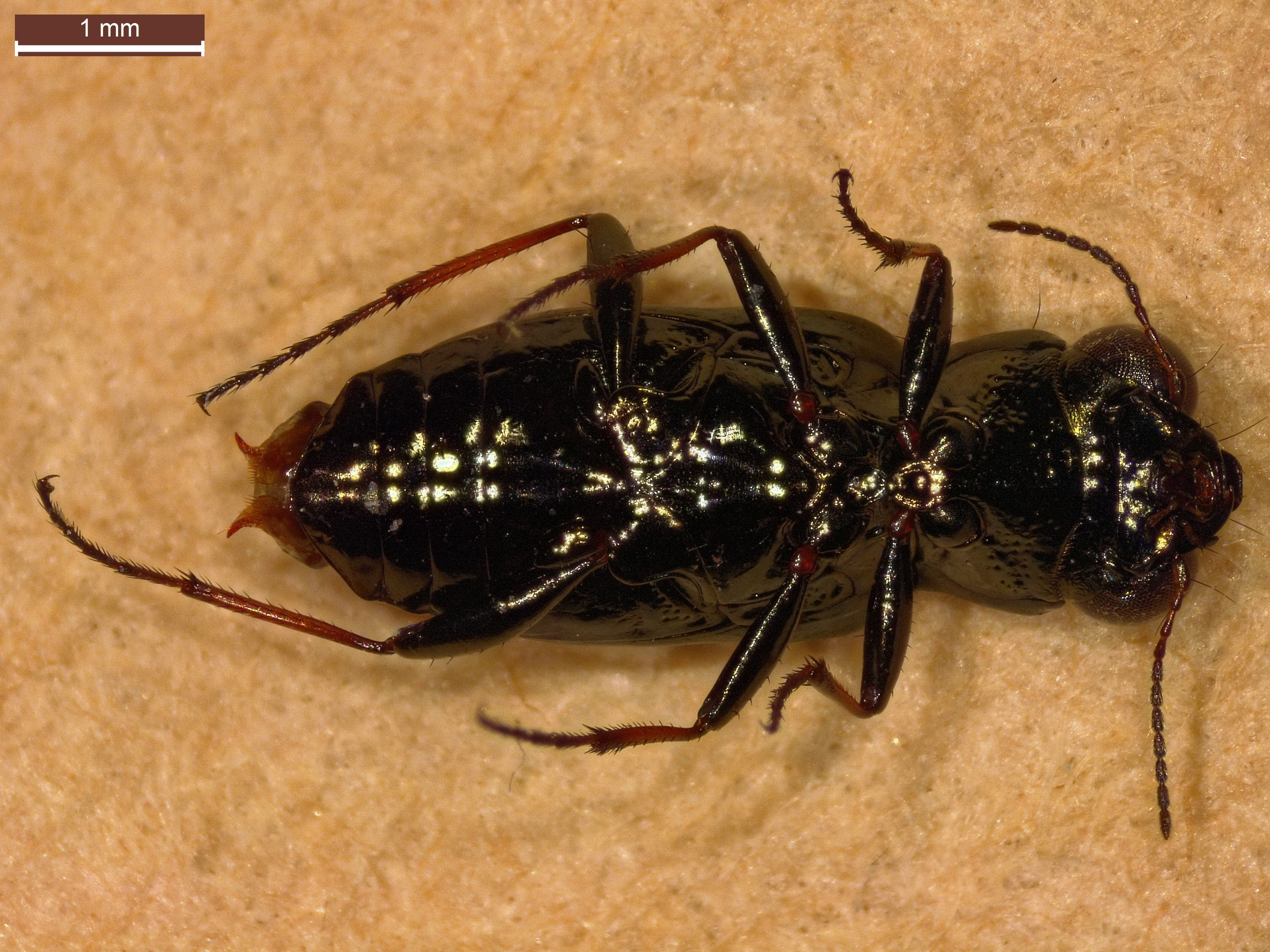
Widok od spodu

Chrząszcz o ciele długości od 3,5 do 5,8, a nawet 6 mm. Ubarwienie wierzchu ciała jest określane jako mosiężne lub miedzianoczerwone, przy czym na wierzchołkach pokryw znajduje się zwykle para słomkowożółtych plam, które między trzecim a siódmym międzyrzędem dochodzić mogą niemal do barków; rzadziej spotyka się osobniki o tle pokryw czarnym lub niebieskawym, natomiast osobniki bez plam wierzchołkowych częstsze są w populacjach wysokogórskich. Punktowanie wierzchu ciała jest grube, grubsze niż u N. substriatus.
Czułki są smoliście czarne z trzonkiem brązowym, a członami od drugiego do czwartego żółtoczerwonymi w częściach nasadowych i pociemniałymi w wierzchołkowych. Głaszczki mają pomarańczowe nasady.
Przedplecze ma boczne krawędzie wyraźnie zafalowane przed ostrymi tylnymi kątami. Zewnętrzne międzyrzędy pokryw są wypukłe, gładkie i lśniące, nieregularnie, siateczkowato mikrorzeźbione i pozbawione szagrynowania. Drugi międzyrząd jest szerszy niż te od trzeciego do piątego razem wzięte i ponad trzykrotnie szerszy od trzeciego. Międzyrzędy od trzeciego wzwyż są podobnych szerokości. Czwarty międzyrząd jest co najwyżej nieznacznie szerszy od sąsiednich. Niemal zawsze w międzyrzędzie tym leży tylko jeden punkt szczecinkowy (chetopor dorsalny), mający postać mniej dołeczkowatą niż u N. quadripunctatus; rzadko punkty te są dwa (forma pseudoquadripunctatus) lub nie ma ich wcale, przy czym sytuacja taka może zachodzić tylko na jednej z pokryw, podczas gdy na drugiej punkt jest pojedynczy. Wierzchołkowe punkty szczecinkowe (chetopory apikalne) na każdej pokrywie są zwykle dwa, ale może być tylko jeden lub aż trzy. Rządek przytarczkowy pokryw jest podwojony. Występują zarówno osobniki o skrzydłach tylnych w pełni wykształconych (formy długoskrzydłe), jak i osobniki nielotne o skrzydłach skróconych (formy krótkoskrzydłe). Na episternitach zapiersia obecne jest grube punktowanie. Odnóża są smoliście czarne z ciemnymi udami i rudożółtymi goleniami.

## Ekologia i występowanie

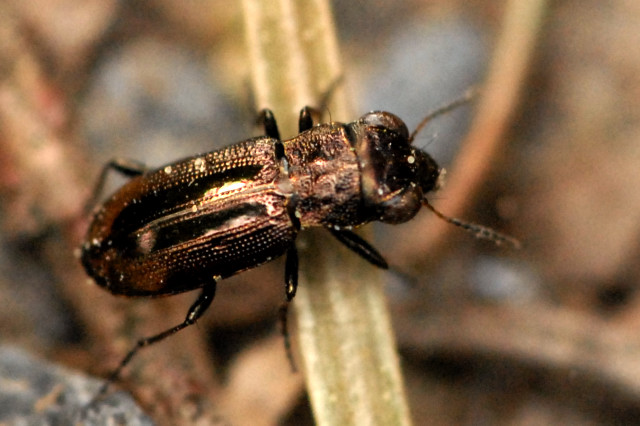
Imago w naturalnym środowisku

Owad eurytopowy, na starym kontynencie niemal wszędzie pospolity. Rozmieszczony jest od nizin po piętro alpejskie w górach. Preferuje miejsca lekko zacienione i suche, w tym lasy, zadrzewienia, zarośla, parki i ogrody. Aktywne osobniki dorosłe obserwuje się od w wczesnej wiosny do późnej jesieni i stanowią one stadium zimujące. Zarówno za dnia, jak i nocą biegają, polując na drobne bezkręgowce, zwłaszcza skoczogonki i roztocze.
Gatunek pierwotnie zachodniopalearktyczny. W Europie znany jest z Portugalii, Hiszpanii, Islandii, Irlandii, Wielkiej Brytanii, Wysp Owczych, Francji, Belgii, Holandii, Niemiec, Szwajcarii, Liechtensteinu, Austrii, Włoch, Danii, Szwecji, Norwegii, Finlandii, Estonii, Łotwy, Litwy, Polski, Czech, Słowacji, Węgier, Białorusi, Ukrainy, Mołdawii, Rumunii, Bułgarii, Słowenii, Chorwacji, Bośni i Hercegowiny, Serbii, Czarnogóry, Albanii, Macedonii Północnej, Grecji oraz europejskiej części Rosji. W Azji podawany jest z anatolijskiej części Turcji, Gruzji, Armenii oraz zachodniosyberyjskiej części Rosji. Poza tym zawleczony został do nearktycznej Ameryki, gdzie występuje w Kanadzie i Stanach Zjednoczonych.